# 岡部榴園
岡部 榴園（おかべ りゅうえん 生没年不明）は、筑前国福岡藩の武士（城代組）、漢学者、儒学者、画家。名を栄蔵（榮藏）または栄造（榮造󠄁 ）と称する。

## 概要
岡部家は教育者の家である。父の岡部千大夫が儒者、榴園の息に漢学者の千仭と二男の子益がある。子益は修猷館にあがり藩命により長崎に遊学、蘭学を学ぶ途中で縁あって養子に入り淵上潜（号・雪窓）となり、旧二島村に遣わされて廃藩置県を迎える。明治5年に旧若松町に私塾を開いた淵上（榴園二男）は乞われるままに公立学校の教職につき30年超務め、徳を慕われ町会から銀盃を受け、また生前、旧若松町字大松原に顕彰碑が建てられた。
榴園が漢文を教えた甥（徳永省易）の四男敬一郎は安川家を継ぎ、安川財閥を興した。

## 墓所
聖福寺